# Cal Bolavà
Cal Bolavà és una obra del municipi de Calafell (Baix Penedès) protegida com a bé cultural d'interès local.

## Descripció
És un edifici aïllat de planta quadrangular, de tres crugies, amb planta baixa i dos pisos, i coberta a dues vessants amb el carener paral·lel a les façanes principal i posterior. Les façanes són rematades per un ràfec de tres capes de rajola ceràmica, la central és formada per una línia de triangles. Hi ha una canal feta amb peces de terrissa a les façanes anterior i posterior. Dues motllures recorren les façanes a l'altura de les soleres. Als quatre cantons hi ha unes lesenes senzilles que sobresurten del parament. A la façana principal, de composició simètrica, hi ha, a la planta baixa, el portal d'accés, d'arc escarser, i una finestra rectangular a cada costat. Al damunt del portal hi ha una placa de marbre amb la inscripció MANSO SAN JOSÉ. Al primer pis hi ha tres finestres rectangulars i, al segon, tres finestres de forma quadrangular. A la façana posterior hi ha tres finestres a cada planta, ordenades simètricament. Les de la planta baixa, amb reixes, i les del segon pis són quadrangulars mentre que les del primer pis són rectangulars. Les façanes laterals no tenen finestres a la planta baixa. Hi ha dues finestres a la segona planta, de forma quadrangular i, a la primera planta, una de les façanes en té dues i l'altra només una. Exteriorment, totes les obertures estan emmarcades per una faixa i, per l'interior, disposen d'esplandit i cap-i-alt. Les soleres de l'edifici són unidireccionals, de bigues de fusta amb intereixos plans, les quals estan disposades paral·lelament a la façana. L'escala per accedir a les plantes altes és situada al costat dreta de la planta i és feta amb volta de maó de pla. Al costat esquerre hi ha un ascensor. El paviment de la planta baixa i del primer pis són de mosaic hidràulic amb decoració geomètrica d'època contemporània, i el del segon pis, que és original, és fet amb rajoles de terrissa disposades a la mescla. La coberta és feta amb jàsseres inclinades, perpendiculars a la façana principal, sobre les que reposen les bigues.
Al costat de llevant de l'edifici principal hi ha el celler, de planta rectangular i dues crugies, amb coberta inclinada feta amb jàsseres i bigues de fusta. Els intereixos són fets amb peces planes de ceràmica cuita. La coberta és d'època contemporània i és una rèplica de l'original. Des de l'exterior, al celler s'hi accedeix per dos portals, amb arc escarser, situats a la façana de llevant. A la façana de tramuntana hi ha diverses finestres de forma quadrangular amb reixes de ferro. A l'interior d'aquest cos, en el subsòl, hi ha quatre cups de planta circular folrats amb cairons de terrissa vidriada. Els dos espais del celler conserven el paviment ceràmic original.
Davant de la façana de l'edifici principal hi ha un safareig.
El sistema constructiu és de tipus tradicional a base de murs de càrrega i sostres unidireccionals fets amb bigues de fusta. Coberta de jàsseres i bigues de fusta, i teules àrabs. Els materials constructius dels murs són, probablement, maçoneria i maons units amb morter de calç

## Història
Edifici construït per Antonio López, marquès de Comillas, cap al 1870. Inicialment era un mas agrícola amb diverses dependències com les cavallerisses, magatzems o cups. Actualment és la Casa de Cultura i també hi ha instal·lades diverses regidories municipals.
L'any 1997 l'Ajuntament de Calafell va adquirir l'immoble i el va rehabilitar per encabir-hi diverses dependències administratives (les regidories de Cultura, Ensenyament, Esports, Joventut, Treball i Benestar Social, i el Servei de Català del Consorci de Normalització Lingüística).